# Pacynkowie herbu Leliwa
Pacynkowie (Pacynka, Pacynko, Pacenko a pierwotnie Pacyna) – polski ród szlachecki pieczętujący się herbem Leliwa, którego pochodzenie dotychczas nie zostało gruntownie zbadane. Jego przedstawiciele pojawiali się począwszy od XVI wieku na Litwie (początkowo w Powiecie słonimskim).
Jan Pacyna był dworzaninem króla Jana Kazimierza w 1593 roku a także trzykrotnie posłem od tego monarchy do układów o pokój z Moskwą. Z kolei nieznany z imienia Pacyna podpisał pospolite ruszenie w 1698 roku z Powiatem słonimskim.
Po rozbiorach Rzeczypospolitej Pacynkowie wylegitymowali się ze staropolskiego szlachectwa w zaborze rosyjskim:
- Leon z synami Szymonem i Aleksandrem, Onufry i Ignacy, synowie Franciszka, a także inni (z nazwiskiem Pacyna) – w 1808 roku zostali zapisani do ksiąg szlachty guberni kowieńskiej;
- Kazimierz, syn Jana, urzędnik w guberni wileńskiej, z bratem Mikołajem – w 1842 roku zostali zapisani do ksiąg szlachty guberni grodzieńskiej;
- Józef, syn Tomasza, Rudolf, syn Józefa, Felicjan, Florian, Stanisław, Józef, Michał i Aleksander, synowie Franciszka, Kazimierz, syn Felicjana, Edward, syn Stanisława, a także Tomasz z bratem Klemensem, synowie Józefa – w 1848 roku zostali zapisani do ksiąg szlachty guberni grodzieńskiej;
- Karol, syn Rudolfa – w 1865 roku został zapisany do ksiąg szlachty guberni grodzieńskiej[1].